# Anthurium crassipes
Anthurium crassipes é uma espécie do gênero Anthurium.  

## Taxonomia
A espécie foi descrita em 1898 por Adolf Engler. 